# وعده‌ماهی‌ها
وعده‌ماهی‌ها (نام علمی: Polymetme) نام یک سرده از تیره فروغ‌ماهیان است.